# Fryderyk z Hausen
Fryderyk von Hausen (zm. 18 lub 28 marca 1274) – biskup chełmiński, kapłan zakonu krzyżackiego.

## Życiorys
Był pochodzenia szlacheckiego i przypuszczalnie pochodził z okolic Würzburga, gdzie jego rodzina posiadała dobra ziemskie. Kapłanem zakonu krzyżackiego został najprawdopodobniej w 1262 r. W 1263 r. wybrany przez kapitułę chełmińską na biskupa, jednak metropolita ryski odmówił uznania wyboru i udzielenia mu sakry biskupiej. Dzięki poparciu Wielkiego Mistrza Anno von Sangershausen papież Urban IV potwierdził wybór i zlecił biskupowi würzburga Iringowi Reinstein-Homburg udzielenie sakry, co dokonało się 16 sierpnia 1264 w Würzburgu. Podczas jego rządów nastąpiła inkorporacja kapituły chełmińskiej do zakonu krzyżackiego oraz zmiana reguły obowiązującej w kapitule z augustyńskiej na krzyżacką. Dokumenty z lat 1265-1271 wskazują na miejsca pobytu biskupa i wymienione są miasta Toruń, Elbląg, Chełmża oraz Chełmno. Gdy w latach 1271-1272 ziemia chełmińska stała się celem napadów Prusów podczas trwającego powstania pruskiego biskup udał się do Würzburga. Miejsce jego śmierci i pochówku jest nieznane.